# 神井弘之
神井 弘之（かみい ひろゆき、1967年 - ）は、日本の経済学者、農林水産官僚。日本大学大学院総合社会情報研究科教授、総合地球環境学研究所客員教授。合同会社神研 代表社員。

## 略歴
この節の出典
愛媛県立松山東高等学校を経て、東京大学法学部卒業。ミシガン大学公共政策大学院修士課程修了。
1991年、農林水産省入省。三重県マーケティング室長、農林水産省食品企業行動室長、政策研究大学院大学特任教授、農林水産省大臣官房新事業・食品産業部食品製造課長、同統計部管理課長、大臣官房審議官（消費・安全局担当）、政策研究大学院大学シニア・フェローなどを経て、2023年より日本大学大学院総合社会情報研究科教授。
2016年、『フードシステムの分化による食の信頼問題解決へのアプローチ：公共財ジレンマ解決方策を活用したサブシステム構築』で 三重大学 博士（学術）。